# Amargatytanis
Amargatytanis (Amargatitanis macni) – dinozaur z grupy zauropodów o niepewnej pozycji filogenetycznej. Pierwotnie zaliczony do grupy tytanozaurów (Titanosauria); Gallina (2016) przeniósł go do grupy diplodokokształtnych (Diplodocoidea) i rodziny dikreozaurów (Dicraeosauridae).
Jego nazwa oznacza "tytan z Amarga".
Żył w epoce wczesnej kredy (ok. 130-125 mln lat temu) na terenach Ameryki Południowej. Jego szczątki znaleziono w Argentynie, w prowincji Neuquén.
Opisany na podstawie sześciu kręgów, kości udowej, kości obręczy barkowej i kości skokowej.